# مهدی محسنیان راد
مهدی محسنیان راد (متولد ۱۳۲۴) جامعه‌شناس و استاد دانشگاه ایرانی است. وی از نخستین گروه دانشجویان علوم ارتباطات در ایران و از شاگردان کاظم معتمدنژاد است. آثار او عمدتاً در حوزه ارتباطات است.

## زندگی
محسنیان راد در سال ۱۳۵۰ لیسانس مطبوعات (روزنامه - رادیو و تلویزیون) خود را از دانشکده علوم ارتباطات اجتماعی اخذ کرد. سال ۱۳۵۳ اولین کتاب او با عنوان تحلیل محتوای رادیو ایران با همکاری کاظم معتمدنژاد و صدرالدین الهی منتشر شد. در سال ۱۳۵۶ مدرک کارشناسی ارشد خود را در رشته تحقیق در ارتباط جمعی از مدرسه عالی تلویزیون و سینما دریافت کرد و در همان سال عضو هیئت علمی دانشکده علوم ارتباطات اجتماعی شد. با وقوع انقلاب اسلامی و انحلال دانشکده علوم ارتباطات اجتماعی، هم‌زمان با تدریس در دانشگاه علامه طباطبایی، با سازمان پژوهش‌های علمی و صنعتی ایران همکاری داشت و در آن مقطع سه دوره داوری جشنواره خوارزمی را بر عهده داشت. محسنیان راد در سال ۱۳۶۹ از رساله دکترای جامعه‌شناسی خود با عنوان «انقلاب، مطبوعات و ارزش‌ها: مقایسه ارزش‌های تبلیغ شده در مطبوعات انقلاب مشروطیت با انقلاب اسلامی» با راهنمایی کاظم معتمد نژاد و مشاوره غلامعباس توسلی و حمید مولانا در دانشگاه آزاد دفاع کرد. در همان سال کتاب ارتباط‌شناسی او منتشر و سبب شد تا او را به عنوان مبدع مدل ارتباطی منبع معنی بشناسند. مهدی محسنیان راد در دو نوبت در سال‌های ۱۳۷۵ و ۱۳۷۷ به عنوان پژوهشگر نمونه سال کشور از رؤسای جمهور وقت اکبر هاشمی رفسنجانی و سید محمد خاتمی، جایزه و لوح تقدیر دریافت کرد.
از شناخته شده ترین شاگردان او میتوان به حسام الدین آشنا اشاره کرد .
مهدی محسنیان راد در سال ۱۳۷۴ به عضویت هیئت علمی دانشکده فرهنگ و ارتباطات دانشگاه امام صادق درآمد و در سال ۱۳۹۱ درجه استادی را دریافت کرد. در سال ۱۳۸۸ از کتاب سه جلدی ایران در چهار کهکشان ارتباطی او یک مجموعه ۱۳ قسمتی تلویزیونی با عنوان ارتباط ایرانی با اجرای اسماعیل میرفخرایی تهیه و از کانال ۴ تلویزیون ایران پخش شد.

## آثار
- تحلیل محتوای رادیو ایران (۱۳۵۳) تهران: انتشارات مرکز تحقیقات دانشکده علوم ارتباطات اجتماعی
- ارتباطات انسانی (۱۳۵۶) تهران: انتشارات مرکز تحقیقات دانشکده علوم ارتباطات اجتماعی
- ارتباط‌شناسی (۱۳۶۹ - چاپ چهاردهم ۱۳۹۳) میان فردی، گروهی و جمعی). تهران: انتشارات سروش
- روزنامه‌نگاران ایران و آموزش روزنامه‌نگاری در ایران (۱۳۷۳) تهران: انتشارات مرکز مطالعات و تحقیقات رسانه‌ها
- فهرستگان ارتباطات – توصیفی، موضوعی باهمکاری مهرداد نیکنام .(۱۳۷۳) تهران: انتشارات مرکز مطالعات و تحقیقات رسانه‌ها
- ارتباط جمعی و توسعه روستائی(۱۳۷۵) تهران: انتشارات وزارت جهاد سازندگی
- انقلاب، مطبوعات و ارزش‌ها (مقایسه انقلاب اسلامی و مشروطیت) (۱۳۷۵) تهران: سازمان مدارک فرهنگی انقلاب اسلامی
- تحلیل محتوای چهل سال متون آموزش روزنامه‌نگاری (۱۳۷۷) تهران: انتشارات مرکز مطالعات و تحقیقات رسانه‌ها
- روش‌های مصاحبه خبری چاپ اول ۱۳۷۲ (ویرایش سوم. چاپ دهم۱۳۹۲). تهران: انتشارات مرکزمطالعات و تحقیقات رسانه‌ها
- ایران در چهار کهکشان ارتباطی: سیر تحول تاریخ ارتباطات در ایران از آغاز تا امروز. سه جلد. (۱۳۸۴) تهران: انتشارات سروش
- ریشه‌های فرهنگی ارتباط در ایران. تهران: پژوهشگاه اسناد و مدارک علمی ایران. وزارت علوم. تهران: نشر چاپار+ انتشارات پژوهشگاه اسناد و مدارک علمی ایران (۱۳۸۷)
- کتاب راهنمای نرم‌افزار MRP: بسته تحقیقاتی چند رشته‌ای همراه با لوح فشرده نرم‌افزار. انتشارات پژوهشکده مطالعات فرهنگی و اجتماعی (۱۳۹۰)
- ارتباطات انسانی. (۱۳۹۲) تهران: انتشارات سمت
- هنجارها در سه کتاب مقدس. (تورات، انجیل و قرآن). تهران: پژوهشکده مطالعات فرهنگی و ارتباطی وزارت علوم و دانشگاه مطالعه ادیان
- در حسرت فهم درست: روایت ۴۲ سال پژوهش ارتباطی در ایران. تهران: انتشارات سیمای شرق با همکاری دفتر مطالعات و تحقیقات رسانه‌ها
- رسانه شناسی (۱۳۹۹). قطع رحلی. ۱۱۳۰ صفحه. تهران: انتشارات سمت

- Triumph of the Image. The Media War in the Persian Gulf A Global Perspective. Edited by: H. Mowlana, G. Gerbner & Herbert I. Schiller(1992) San Francisco: Westview Press.
- . Handbook of Mass Media in the Middle East ـ A Comprehensive Handbook. Edited By: Yahya R. Kamalipour and Hamid Mowlana. (1994) Indiana: Green Wood Press